# زمین‌لرزه ژانویه ۱۹۷۲ تایوان
زمین‌لرزه تایوان در تاریخ ۲۵ ژانویه ۱۹۷۲ میلادی، برابر با ‎۵ بهمن ۱۳۵۰، ساعت ۲:۰۶:۲۱ به زمان یوتی‌سی در تایوان رخ داد. ژرفای این زلزله ۱۰ کیلومتر بود. بزرگی آن ۷٫۵ در مقیاس Mw اعلام شده‌است. زمین‌لرزه به وقت محلی در روز سه‌شنبه، ساعت ۱۰ روی داده و منطقه زمانی آن یوتی‌سی +۸ بوده‌است.
سازمان زمین‌شناسی آمریکا نیز جای این زمین‌لرزه را در مختصات ۲۲°۳۰′شمالی ۱۲۲°۱۸′شرقی / ۲۲٫۵°شمالی ۱۲۲٫۳°شرقی و بزرگی آنرا برابر با ۷٫۵ در مقیاس ریشتر اعلام کرده‌است. ژرفای گزارش شده از سوی این سازمان ۳۳ کیلومتر می‌باشد.
شمار کشتگان زلزله حدود ۱ نفر بوده‌است. تعداد زخمیان ۱ نفر برآورده شده‌است. سونامی نیز در این زلزله گزارش شده‌است.